# 交差切りの法則

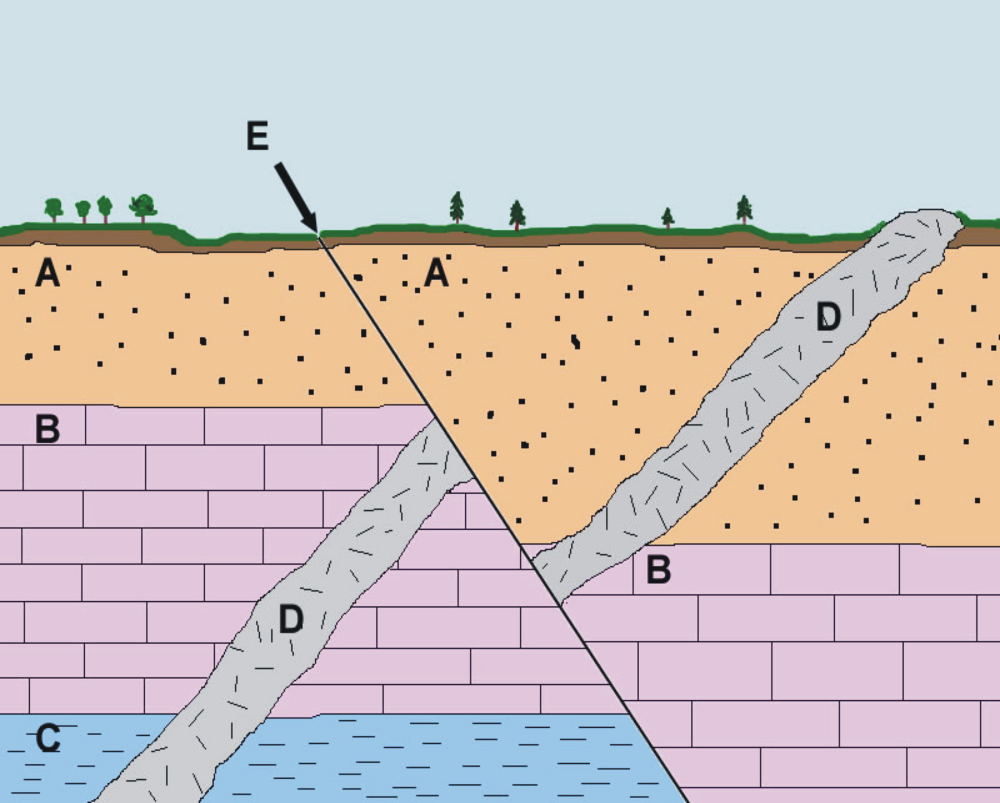
下からC→B→Aという順で水平に堆積した地層に対して、貫入（D）や正断層（E）が堆積の後に発生している。

交差切りの法則（こうさきりのほうそく、英語: law of cross cutting:182）・切り合いの法則（きりあいのほうそく、英: law of crosscutting relationship:147）・切断の法則（せつだんのほうそく:318）は、地質学の概念で、断層や貫入岩が切断している岩体は、断層の形成や貫入以前から存在するという法則である。地層累重の法則と組み合わせることにより、地質断面図に示された層の関係を解析することが可能となる:183。

## 普及
文部科学省初等中等教育局の川辺文久は、地層累重の法則・初源堆積水平の法則と共に、その名は示されていないものの日本の小中学校で紹介されているとしている:72。